# Цвентендорфська атомна електростанція

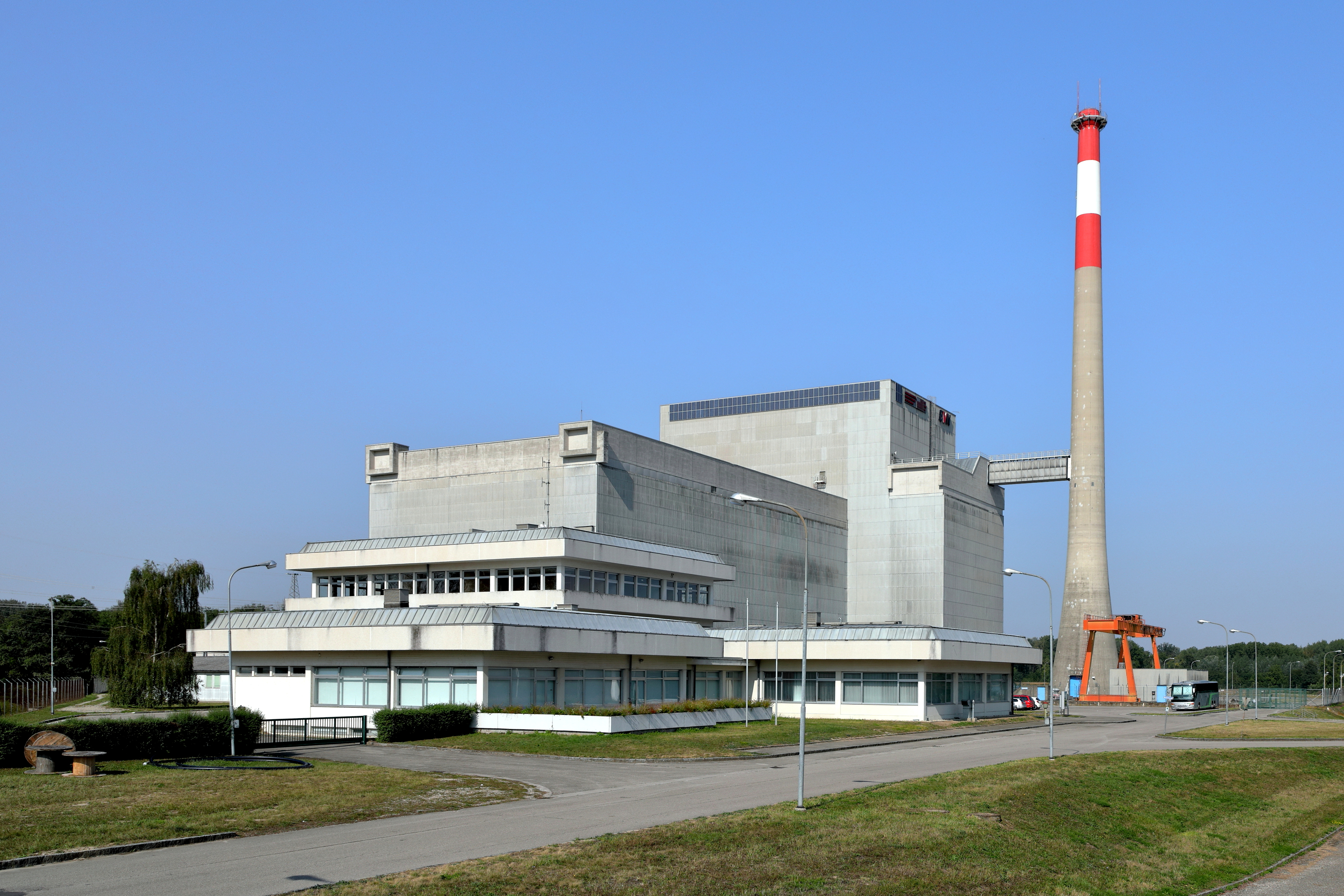
Будівля станції

Цвентендорфська атомна електростанція (нім. Kernkraftwerk Zwentendorf, також Kernkraftwerk Tullnerfeld) — перша і єдина побудована атомна електростанція в Австрії. Розташована в комуні Цвентендорф-ан-дер-Донау, в землі Нижня Австрія. Була побудована, але ніколи не вводилася в експлуатацію.
Цвентендорфська АЕС була першою з шести атомних електростанцій, які планувалося побудувати в Австрії. Її будівництво почалося в квітні 1972 року. Киплячий водо-водяний реактор мав забезпечити потужність близько 700 мегават. Роботи виконувала німецька компанія  «Kraftwerksunion»  (AEG у співпраці з Siemens). За чотири роки будівництво було завершене, і незабаром мало розпочатися будівництво другої АЕС, але з 1974 року в Австрії почав набирати силу антиядерний рух. У спробах обілити ядерну енергетику в очах населення, восени 1976 року австрійський уряд запустив інформаційну кампанію. Її результати виявилися прямо протилежними: кількість мирних протестів росла на очах, в газетах стали з'являтися статті, що критикують ядерну програму. Федеральний канцлер Австрії Бруно Крайський (СДП), сподіваючись на успішний результат, вирішив провести запропоноване християнсько-соціальної партією громадське голосування з питання введення АЕС в експлуатацію, і 5 листопада 1978 року відбувся референдум. При явці в 64,1 відсотка, 1 576 839 (49,53 %) осіб висловилися за початок експлуатації АЕС, і 1 606 308 (50,47 %) проголосували проти. Різниця всього в 30 тисяч голосів визначила не тільки долю Цвентендорфської АЕС, але і всю ядерну політику країни: в грудні 1978 року уряд Австрії наклав заборону на використання ядерної енергії до 1998 року, яку було продовжено в 1997 році. досі в країні діяло лише три невеликих дослідних реактора, побудованих в 1960-х роках, з яких один все ще перебуває в робочому стані.
Будівництво обійшлося в 14 мілліардів Австрійських шилінгів, що сьогодні становить приблизно 1 мільярд євро.
Щоб компенсувати нестачу електроенергії, неподалік в 1987 році була побудована Дюрнрорська ТЕЦ, яка підключилася до побудованої для АЕС лінії електропередачі. У 2005 році електростанцію придбав концерн EVN Group. Зараз реактор АЕС використовується як джерело запасних частин для німецьких станцій Isar 1, Brunsbüttel і Philippsburg 1. Групи фахівців тренуються проводити на ньому планові операції обслуговування, крім того, там відпрацьовується обладнання для атомних електростанцій. Можливе відвідування комплексу. З 2009 року територія обладнана сонячними батареями.

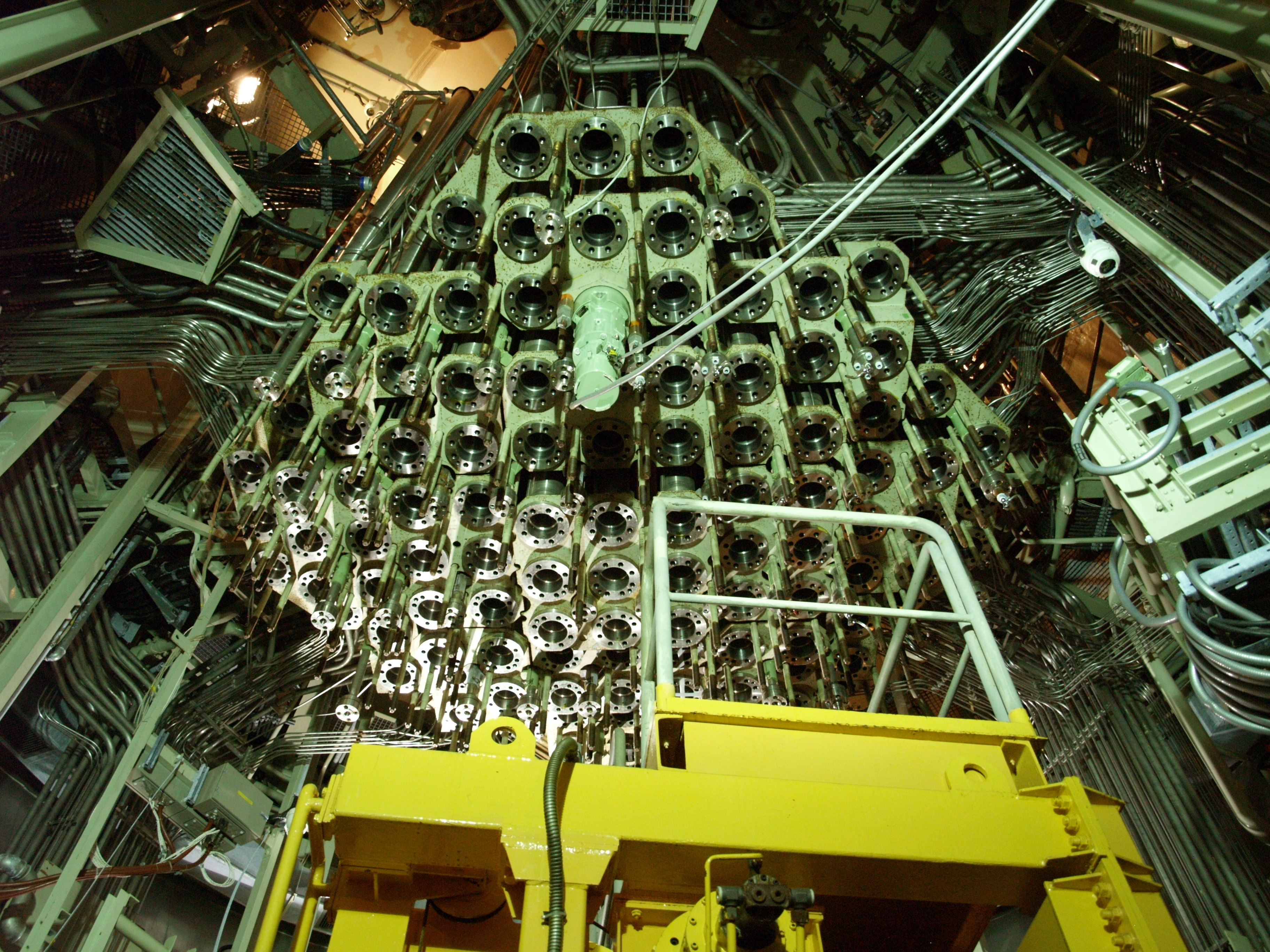
Механізм керування стрижнями на дні резервуара високого тиску всередині реактора
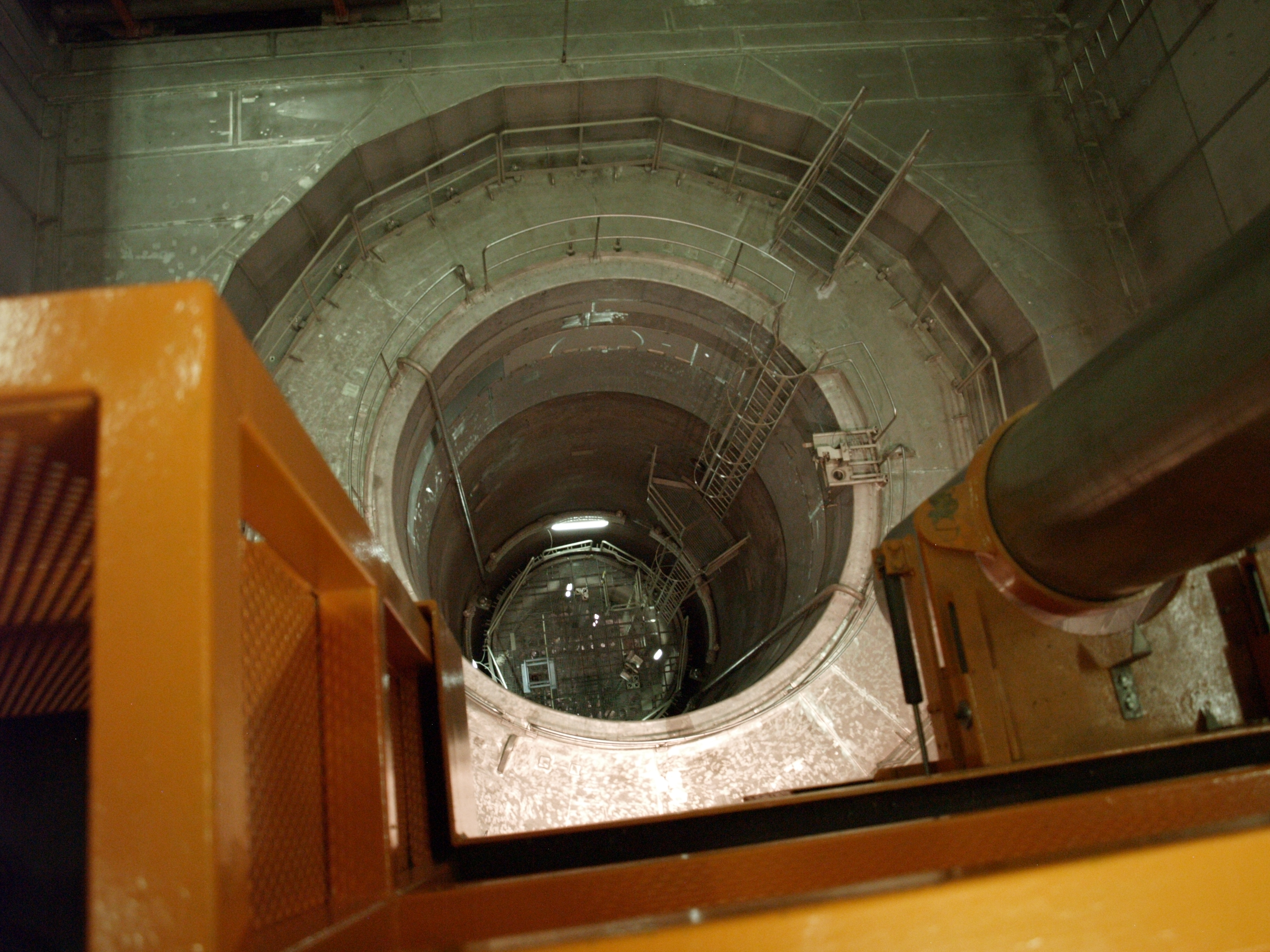
Резервуар високого тиску
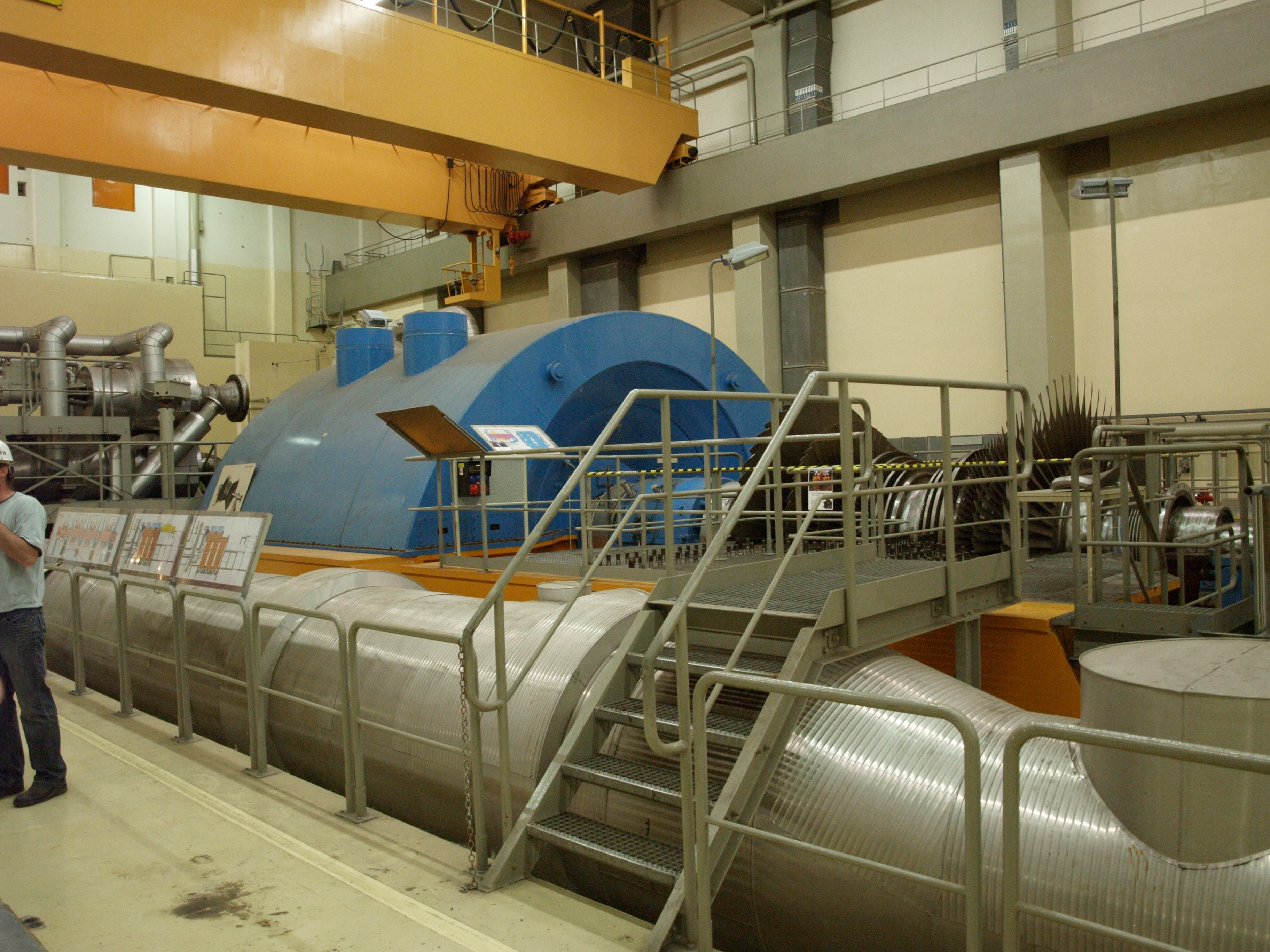
Турбіни низького тиску
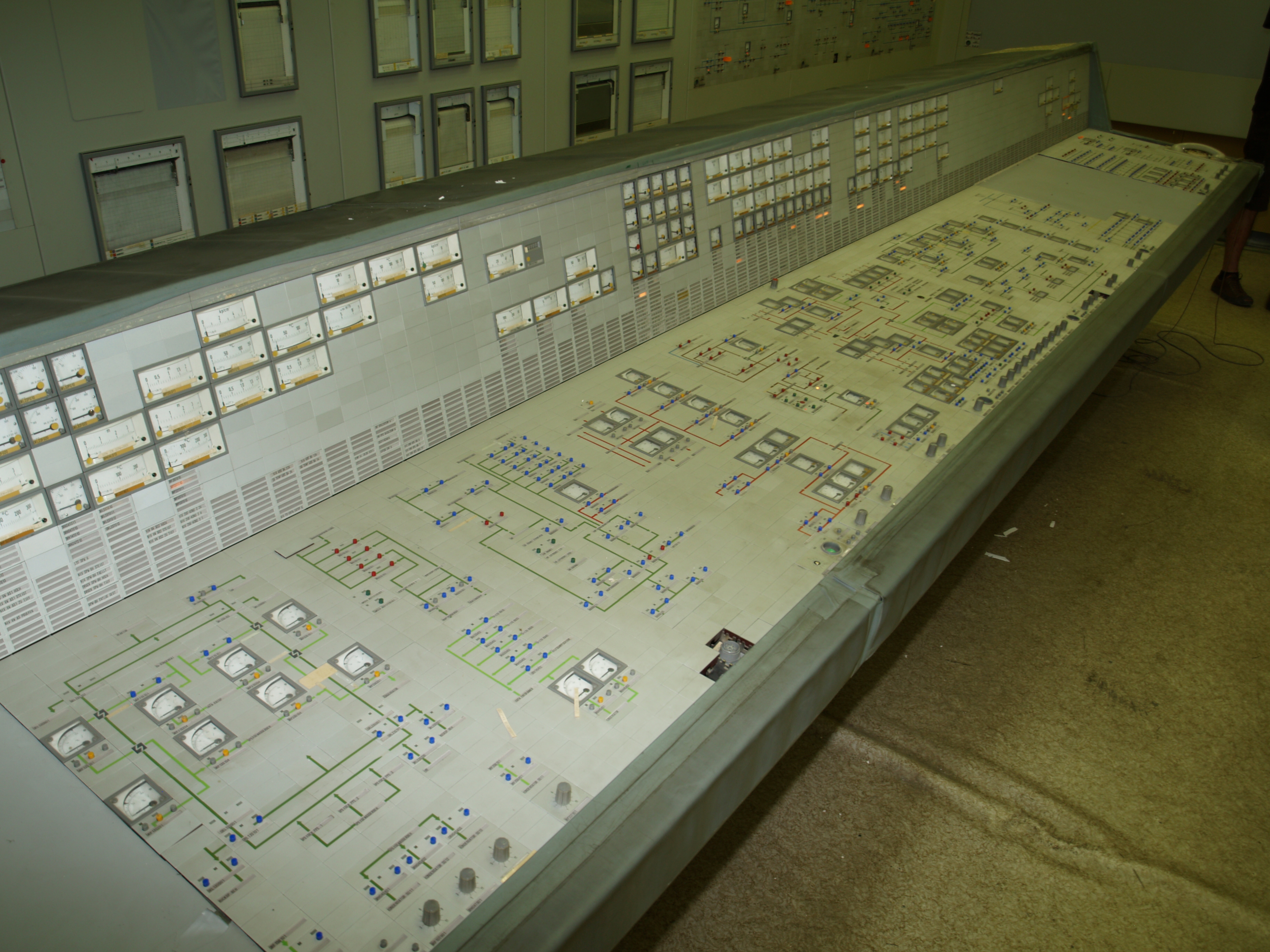
Панель керування в диспетчерській